# Ernst Reicher
Ernst Reicher, né le 19 septembre 1885 à Berlin et mort le 1er mai 1936  à Prague, est un acteur et réalisateur allemand.

## Filmographie sélective

### Comme réalisateur
- 1917 :  Das Geschäft
- 1920 : Der Sprung ins Dunkle
- 1921 :  Das Rattenloch coréalisé avec Max Obal (+ acteur)
- 1923 : Im letzten Augenblick (+ acteur)

### Comme acteur
- 1913 : Richard Wagner de Carl Froelich
- 1916 : Gräfin de Castro d'Adolf Gärtner
- 1924 : La Belle Aventure (Das schöne Abenteuer) de Manfred Noa
- 1932 : Raspoutine d'Adolf Trotz
- 1936 : Le Golem de Julien Duvivier